# Fierensblokken

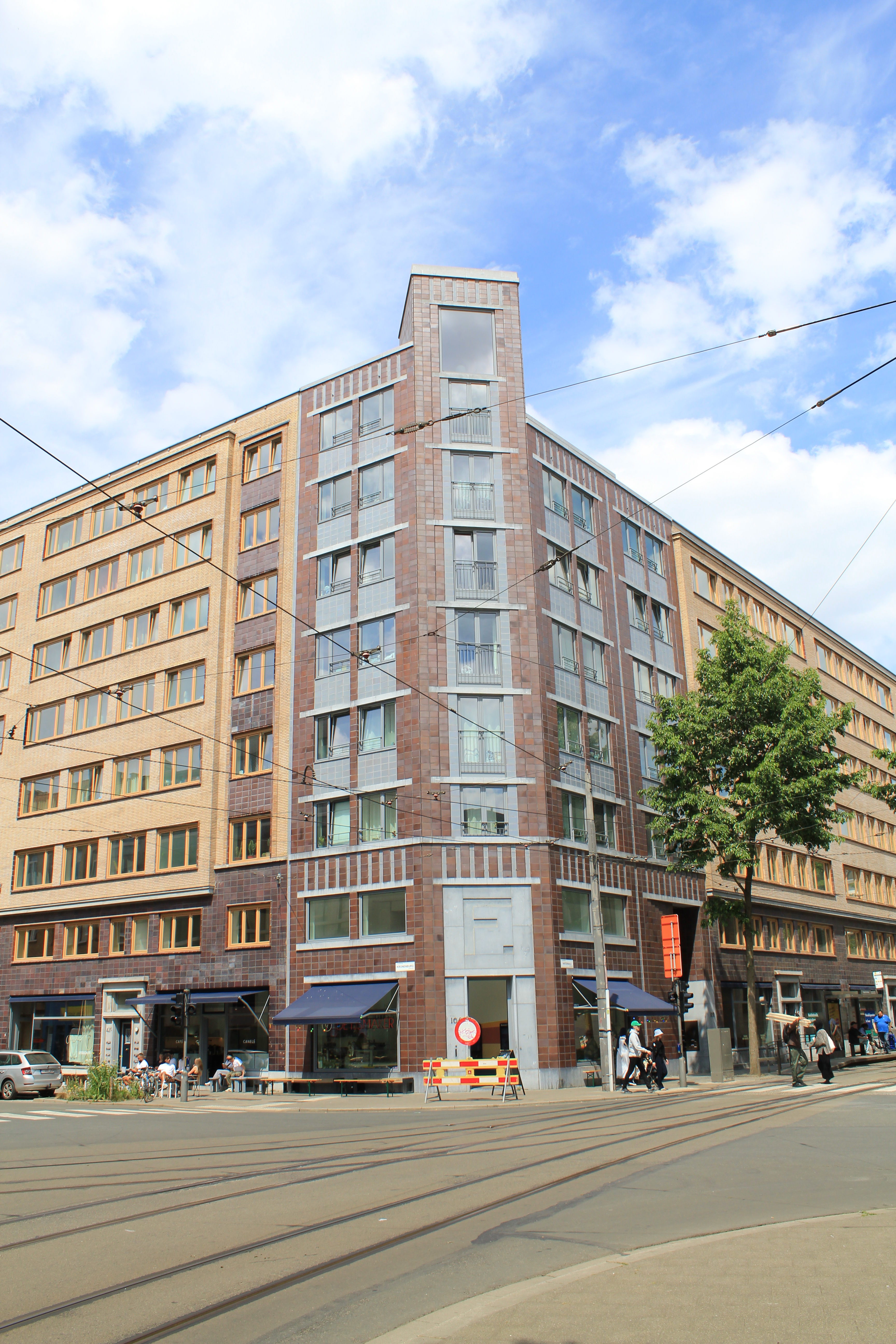
Fierensblokken na renovatie, hoek Nationalestraat en Kronenburgstraat (2025)

De Fierensblokken zijn modernistische (oorspronkelijk sociale) woonblokken gelegen in de Nationalestraat te Antwerpen en zijn ontworpen door Gustave Fierens. De gebouwen zijn opgenomen in de Inventaris van het Bouwkundig Erfgoed.

## Geschiedenis
De blokken werden gezet door de huisvestingsmaatschappij Onze Woning, onderdeel van de COO. Ze waren een van de zes blokken door de maatschappij gezet. De andere waren Stuivenbergplein (1931, Alfons Francken), Geelhandplaats (1934, Alfons Francken), Halenstraat (1937, Hugo Van Kuyck), Arsenaalstraat-Kloosterstraat (1937, Alfons Francken), de Canadablokken op de Luchtbal (1939, Hugo Van Kuyck)
De Fierensblokken werden gebouwd gedurende 1938 en 1939 en zijn gebaseerd op het idee van de "Existenzminimumwoning". Het was een rationale benadering van sociale huisvesting ontwikkeld op de Congrès Internationaux d'Architecture Moderne te Frankfurt (1929) en Brussel (1930). Deze waren modern voor hun tijd en bezaten afvalkokers, centrale verwarming, keuken en zelfs elk een badkamer.
De werken werden uitgevoerd door de firma Entreprises Générales de Construction Van Riel & Van den Bergh op de gronden van een voormalige gasfabriek.
In 2015 wilde het stadsbestuur deze slopen. Na zware protesten uit de buurt en door erkenning van de hoge architecturale waarde, werden deze plannen afgevoerd.

## Gebouwen

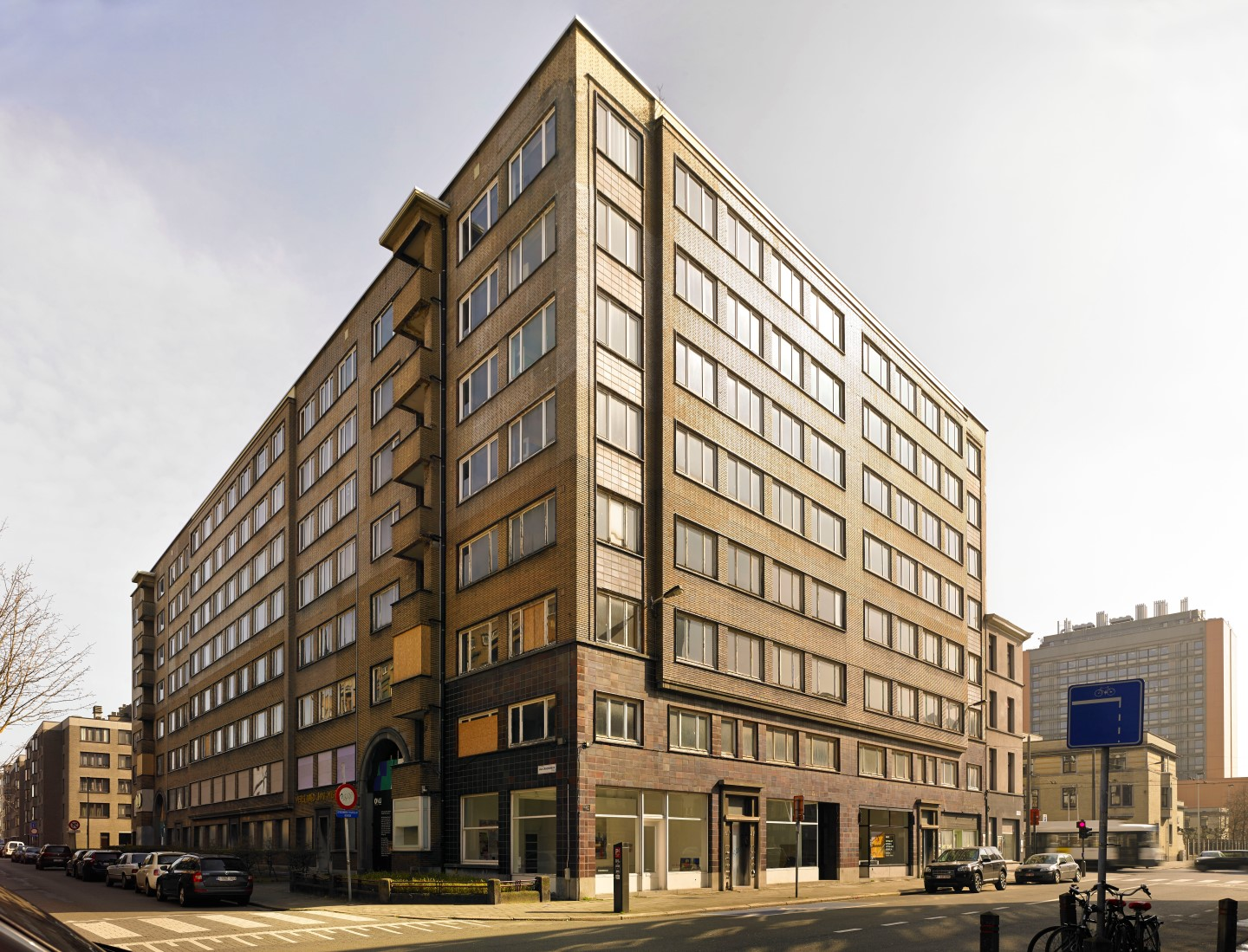
Fierensblokken (2015)

De blokken bestaat uit twee complexen. Het hoofdcomplex is een volledige stratenblok. Het andere bestaat uit een gevelrij aan de andere zijde van de Van Craesbeeckstraat.

### Hoofdblok
Het hoofdblok is begrensd door de Nationalestraat, Willem Lepelstraat, Van Craesbeeckstraat en de Kronenburgstraat en bezit een binnenkoer. Deze is toegankelijk door twee hoge rondboogpoorten in de Van Craesbeeckstraat.
Het woonblok beschikt over winkelruimte op het gelijkvloers aan de zijde van de Nationale- en Kronenburgstraat. Aan deze straatzijde zijn de eerste twee bouwlagen van de gevel bekleed met donkerbruine keramische tegels
Het blok bezit acht bouwlagen, enkel aan de Nationalestraat zijn er zeven bouwlagen.
Aan de zijde van de binnenkoer sieren verticale lichtstraten de gevel en voorzien zo licht in de trappenhallen. Ook de dubbele boven elkaar liggende balkonrij is een groot verticaal element in deze gevel. Hoewel de gehele afwerking op elkaar afgestemd is is zo goed als overal het schrijnwerk vervangen.
Op de hoek van elke gevel staat de architect vermeld met "G. FIERENS ARCHITEKT K.M.B.A.".

### Blok overzijde van de Van Craesbeeckstraat
Dit blok heeft vijf bouwlagen en bestaat enkel uit een vleugel. Het complex bevat de verticale kenmerken zoals de façade van het binnenplein van het hoofdblok, namelijk de dubbele balkonrij en lichtstraten van de trappenhallen.